# New Sensations
| Recensione                    | Giudizio |
| ----------------------------- | -------- |
| AllMusic                      | [ 1 ]    |
| The Boston Phoenix            | [ 2 ]    |
| Chicago Tribune               | [ 3 ]    |
| Pitchfork                     | 5.8/10   |
| Record Collector              | [ 5 ]    |
| Record Mirror                 | [ 6 ]    |
| Rolling Stone                 | [ 7 ]    |
| The Rolling Stone Album Guide | [ 8 ]    |
| Spin Alternative Record Guide | 8/10     |
| The Village Voice             | A        |

New Sensations è un album discografico del cantautore statunitense Lou Reed, pubblicato nel 1984 dalla RCA Records.
Dall'album furono estratti tre singoli: I Love You, Suzanne, My Red Joystick e High in the City, ma solamente I Love You, Suzanne riuscì ad entrare in classifica, raggiungendo la posizione numero 78 nella britannica UK Singles Chart. Il video musicale di I Love You, Suzanne fu trasmesso ad alta rotazione da MTV.
Open Invitation, una traccia inedita risalente alle sessioni di registrazione dell'album, è stata diffusa online nel marzo 2023.

## Tracce
(LP, RCA, PL 84998)

### Lato A
Testi di Lou Reed.
1. I Love You, Suzanne – 3:15
2. Endlessly Jealous – 3:55
3. My Red Joystick – 3:36
4. Turn to Me – 4:21
5. New Sensations – 5:45

Durata totale: 20:52

### Lato B
Testi di Lou Reed.
1. Doin' the Things that We Want To – 3:54
2. What Becomes a Legend Most – 3:35
3. Fly Into the Sun – 3:04
4. My Friend George – 3:54
5. High in the City – 3:25
6. Down at the Arcade – 3:40

Durata totale: 21:32

## Formazione
- Lou Reed - chitarra, voce
- Fernando Saunders - basso, seconda voce; chitarra ritmica in My Red Joystick e My Friend George
- Fred Maher - batteria
- Peter Wood - pianoforte, sintetizzatore
- Lakshminarayana Shankar - violino
- Michael Brecker - sax tenore
- Randy Brecker - tromba
- Jon Faddis - tromba
- Tom Malone - trombone, arrangiamento fiati
- Jocelyn Brown - seconda voce
- Rory Dodd - seconda voce
- Connie Harvey - seconda voce
- Eric Troyer - seconda voce